# Росіяни на війні
«Росіяни на війні» — канадсько-французький документальний фільм 2024 року, який зняла канадська режисерка російського походження Анастасія Трофимова.
Фільм зображує російських солдатів, які воюють на передовій на окупованих територіях Україні, та мирних жителів, які ховають своїх чоловіків під час українсько-російської війни, та нібито підтримують російську агресію.
Трейлер фільму було опубліковано 4 вересня 2024 року, а світова прем'єра документального фільму для кіноіндустрії відбулася для журналістів 4 вересня 2024 року, а для публіки — 5 вересня 2024 року на 81-му Венеціанському міжнародному кінофестивалі, загалом було 4 покази.
Північноамериканська прем'єра для кіноіндустрії відбулася 10 вересня 2024 року (показ для журналістів) на Міжнародному кінофестивалі в Торонто (TIFF), але публічний показ 13 вересня 2024 року довелося скасувати нібито через загрозу безпеці. Але, згідно анонсу, його запланували до показу 17 вересня 2024 р., тобто вже після офіційного закінчення фестивалю.
Фільм викликав широке обурення як в україно-канадській громаді, так і в Україні, як приклад просування лише трохи замаскованої російської пропаганди, як спосіб «відмивання» репутації солдатів-окупантів.

## Сюжет
У фільмі документалістка Анастасія Трофимова потрапляє у російську військову частину нібито без дозволу Міністерства оборони Росії, проводить місяці серед російських солдатів, супроводжує їх від їхніх домівок до фронту в окупованій Україні, причому багато її суб'єктів виявляють почуття збентеження та розчарування.
У фільмі зображені проблеми з постачанням та похмурі настрої через смерть «бойових товаришів».
Зображені солдати часто є добровольцями, які кажуть, що пішли на фронт з різних особистих причин: нечітко визначений патріотизм, помста за загиблих друзів, захист близьких, запобігання дітям від війни в майбутньому або, частіше за все, заради грошей.
Протягом усього фільму Трофимова ставить російським солдатам запитання про їхнє ставлення до війни. Тим не менше, більша частина показаного цілком збігається з офіційною точкою зору російської влади, бо іншого, як заявляла режисерка, у неї не було можливості побачити.

## Виробництво
Всі минулі проекти Трофімової були зосереджені на конфліктних територіях — в Іраку, Сирії, Курдистані, Лівані, Косово або в розпал стихійних лих (у Сирії та Демократичній Республіці Конго). Цей фільм — 14-й за рахунком.
Фільм отримав 340 тисяч доларів від Канадського медіафонду — організації, яка існує під керівництвом уряду. Це викликало протести стосовно витрати грошей канадських платників податків на проросійську пропаганду.
За даними New York Post з посиланням на The Kyiv Independent, весь бюджет фільму був досить скромним — 250 тисяч доларів.

## Реакція кіноіндустрії
Під час прем'єри фільму на 81-му Венеціанському міжнародному кінофестивалі 5 вересня 2024 року фільм отримав п'ятихвилинні овації.
Український продюсер Дар'я Бассель розкритикувала рішення Венеціанського кінофестивалю показати фільм. Під час прес-конференції Бассель на фестивалі 4 вересня 2024 року вона зазначила, що фільм «подає дуже спотворену картину» і що документальний фільм Трофімової «поширює неправдиві наративи». Бассель зазначила, серед іншого, що у фільмі російське вторгнення нібито почалося в 2022 році, хоча Росія вторглася в Україну в 2014 році (але у фільмі події до 2022 р. називаються «громадянською війною в Україні»). Трофімова також стверджує, що Росія нібито не воювала багато років, тоді як Росія брала участь у війнах у Чечні, Сирії, Придністров'ї, Абхазії та Грузії; люди, зображені у фільмі, повторюють наративи російської пропаганди про «українців — нацистів» і «громадянську війну в Україні».

## Скандал

### Відповідь українських та канадських політиків
Ще до демонстрації фільму на фестивалях інформація про контекст його створення, а також про використання державних коштів Канади (через Канадський медіафонд) на його виробництво викликала широку негативну реакцію деяких регіональних експертів, канадських політиків та українсько-канадської громади. У серпні 2024 року український уряд надіслав лист-протест 81-му Венеціанському міжнародному кінофестивалю, ще до виходу трейлера фільму (4 вересня) або самого фільму (5 вересня).
Аналогічний запит було надіслано керівництву Міжнародного кінофестивалю у Торонто (TIFF). 6 вересня, наступного дня після прем'єри у Венеції, українські чиновники закликали вилучити фільм із формату TIFF, намагаючись перешкодити показу фільму.
Генеральний консул України в Торонто Олег Ніколенко 6 вересня закликав TIFF не показувати цей документальний фільм і розкритикував уряд Канади за допомогу у фінансуванні документального фільму.
Фільм викликав широку реакцію в україно-канадській громаді. Петиція з вимогами зняти фільм з відеоканалу TVO, з фестивалю TIFF та розслідувати законність виділення на нього державних коштів Канади швидко зібрала більше 10000 підписів.
Народний депутат України Євгенія Кравчук 9 вересня заявила, що фільм є «яскравим прикладом того, як Росія завдяки своїй м'якій силі намагається просувати свої наративи про „більш комплексне розуміння війни“. І, на жаль, вони це роблять». досить успішно"..
10 вересня фільм засудила віце-прем'єр-міністр Канади Христя Фріланд. Вона сказала: «неправильно, щоб канадські державні кошти підтримували показ і виробництво такого фільму»
Того ж дня у Торонто відбулася масштабна мирна протестна акція україно-канадської громади перед театром Scotiabank Theatre, де демонструвався фільм. Акція зібрала близько 1000 учасників.

### Відповідь українських ЗМІ
Багато українських ЗМІ розмістили статті чи відео, в яких описується скандал на 81-му Венеціанському міжнародному кінофестивалі навколо цього фільму, зображуючи протистояння українських та російських кінематографістів, які привозять свої фільми у Венецію, як головну історію фестивалю.
Українська преса також наголошує, що під час зйомок фільму Трофімова проникла на територію Східного Донбасу та Луганську без дозволу України, чим скоїла кримінальний злочин. Критики наполягають, що вона відбілила військові злочини солдатів.
Деякі ЗМІ висловлювали сумніви щодо того, що Трофімова супроводжувала російських військових на фронт, знімала кадри військової техніки та бойових дій, ставила їй провокаційні запитання та проживала там 7 місяців без офіційного дозволу Міноборони Росії, вважаючи фільм «ретельно розробленим російським пропагандистським проектом». Вони припускають, що Трофімову, колишнього режисера RT Documentary, таємно найняла російська влада для виробництва цього фільму.
Трофімова у своє виправдання заявляла, що в російській армії було багато прогалин у контролі над ЗМІ, який був зосереджений більше на військових, ніж на питаннях ЗМІ. Вона також нагадала, що припущення про те, що її найняла Росія для продюсування цього фільму, не мають сенсу, оскільки «жоден російський канал не має права показувати навіть смерть солдата чи критикувати війну, на відміну від мого фільму». Вона нагадує про ризики зазнати кримінального переслідування в Росії та про те, що російські солдати хотіли, щоб вона знімала їх та їхні думки, оскільки їм нічого втрачати.
При цьому критики зазначили, що хоча перед західними ЗМІ Трофімова безперервно підкреслювала нібито «антивоєнний» характер фільму, вона не зазнала за це у Росії жодних переслідувань, у той час як відомі численні прецеденти жорстокого переслідування пересічних громадян (у вигляді високих штрафів або навіть ув'язнення на кілька років) просто за критичні висловлювання щодо війни.

### Відповідь кінофестивалів і професійних організацій
Художній директор Венеціанського кінофестивалю Альберто Барбера захистив фільм, зазначивши, що фільм «дуже далекий від пропаганди» і що «це антивоєнний фільм із дуже розумним і зворушливим людським підходом, оскільки а також велика художня майстерність».
Міжнародний кінофестиваль у Торонто також відмовив українсько-канадській громаді виключити фільм із програми. 10 вересня 2024 року українська громада провела акцію протесту біля Scotiabank Theatre Toronto, де TIFF проводив прес-показ фільму. Після протесту один із спонсорів фільму, TVO, припинив підтримку фільму, додавши, що «TVO перегляне процес фінансування цього проекту та використання нашого бренду». У відповідь на відкликання TVO від фільму Організація документальних фільмів Канади оприлюднила заяву, в якій вона "глибоко стурбована нещодавнім одностороннім рішенням ради директорів TVOntario припинити підтримку документального фільму «Росіяни у війні» ", додавши, що це «викликає серйозне занепокоєння щодо політичного втручання, і цьому необхідно протистояти, щоб зберегти цілісність наших медіа-інституцій».
Однак 12 вересня TIFF оголосив, що призупиняє публічну прем'єру фільму в Північній Америці через «значні загрози для роботи фестивалю та громадської безпеки». Пауза призвела до скасування трьох публічних показів, запланованих на 13-15 вересня. TIFF зазначив, що все ще зобов'язаний демонструвати фільм, «коли це буде безпечно».
У відповідь на це поліція Торонто випустила заяву, де зазначила, що фільм був скасований не на підставі якоїсь інформації з боку поліції (чим заперечила наявність загроз).

### Відповідь Анастасії Трофимової
Трофімова відповіла на критику в багатьох інтерв'ю, заявивши, що: «Я хочу дати зрозуміти, що цей канадсько-французький фільм є антивоєнним і був знятий з великим ризиком для всіх, особливо для мене». «Якщо ми не будемо сприймати один одного як людей… ці чорно-білі стереотипи один про одного, це тільки змусить війну продовжуватися. Це тільки змусить ненависть рости… на жаль, це свого роду шлях, яким користуються політики, але я не думаю, що це той шлях, яким повинні йти звичайні люди».
В інтерв'ю для канадського телебачення Трофимова заявила, що «не могла поїхати в Україну (щоб показати події з українсього боку), бо там би мене вбили як росіянку».